# Collégiale Saint-Austrégésile de Saint-Outrille
La collégiale Sainte-Austrégésile de Saint-Outrille est une ancienne collégiale située sur la commune de Saint-Outrille, dans le département du Cher, en France.

## Historique

### Le chapitre de la collégiale
Le village de Saint-Outrille était proche de Graçay qui était une importante place à la frontière du Berry. Le village s'est d'abord appelé Nundray, en latin Nundriacum mais dans une bulle du pape Calixte II, datée de 1203, il est nommé Beatus Austregisilus Graciacencis.
Gaspard Thaumas de La Thaumassière cite une charte de 1014 dans laquelle Raimbaud, seigneur de Graçay, donne des biens au chapitre de chanoines qui existait depuis quelque temps à Nundray et qui dépendait du chapitre de Saint-Aoustrille-du-Château, à Bourges. C'est cette dépendance qui explique la dédicace de la collégiale et du nom pris par le village.
Au XIIe siècle, Regnaud de Graçay, en 1203, Étienne II, ont accordé de nouveaux privilèges au chapitre de la collégiale. Des difficultés vont apparaître entre les chapitres de Bourges et de Nundray en 1106, 1180, 1211 et 1255. En 1255, le chapitre de Bourges réclame au chapitre de Saint-Outrille la moitié de ses meubles et de ses biens. Les deux chapitres transigent pour une redevance de 100 livres à payer par le second au premier.
En 1411, l'antipape Jean XXIII réunit les chapitres de Saint-Aoustrille de Bourges et de Graçay avec celui de la Sainte-Chapelle de Bourges.
La collégiale est pillée par les protestants en 1562 qui détruisent la plupart de ses archives.
Le chapitre est supprimé pendant la Révolution et la collégiale devient église paroissiale.

### La construction de la collégiale
Le chœur est la plus ancienne partie de la collégiale Saint-Aoustrille, édifié à la fin du XIe siècle ou au début du XIIe siècle. Il a été construit en adoptant le plan bénédictin. Le chœur profond comprend quatre travées avec une abside en hémicycle flanqué de deux absidioles qui communiquent avec le chœur.
Le transept date du milieu du XIIe siècle, la façade occidentale ainsi que la nef gothique remontent au milieu du XVe siècle. La sacristie fut construite au XIXe siècle. L'édifice répond à un plan de type bénédictin.

## Protection
L'édifice fait l'objet d'un classement au titre des monuments historiques depuis le 12 juillet 1886.

## Description
L'édifice répond à un plan de type bénédictin, et possède un clocher tors recouvert de bardeaux de châtaignier.

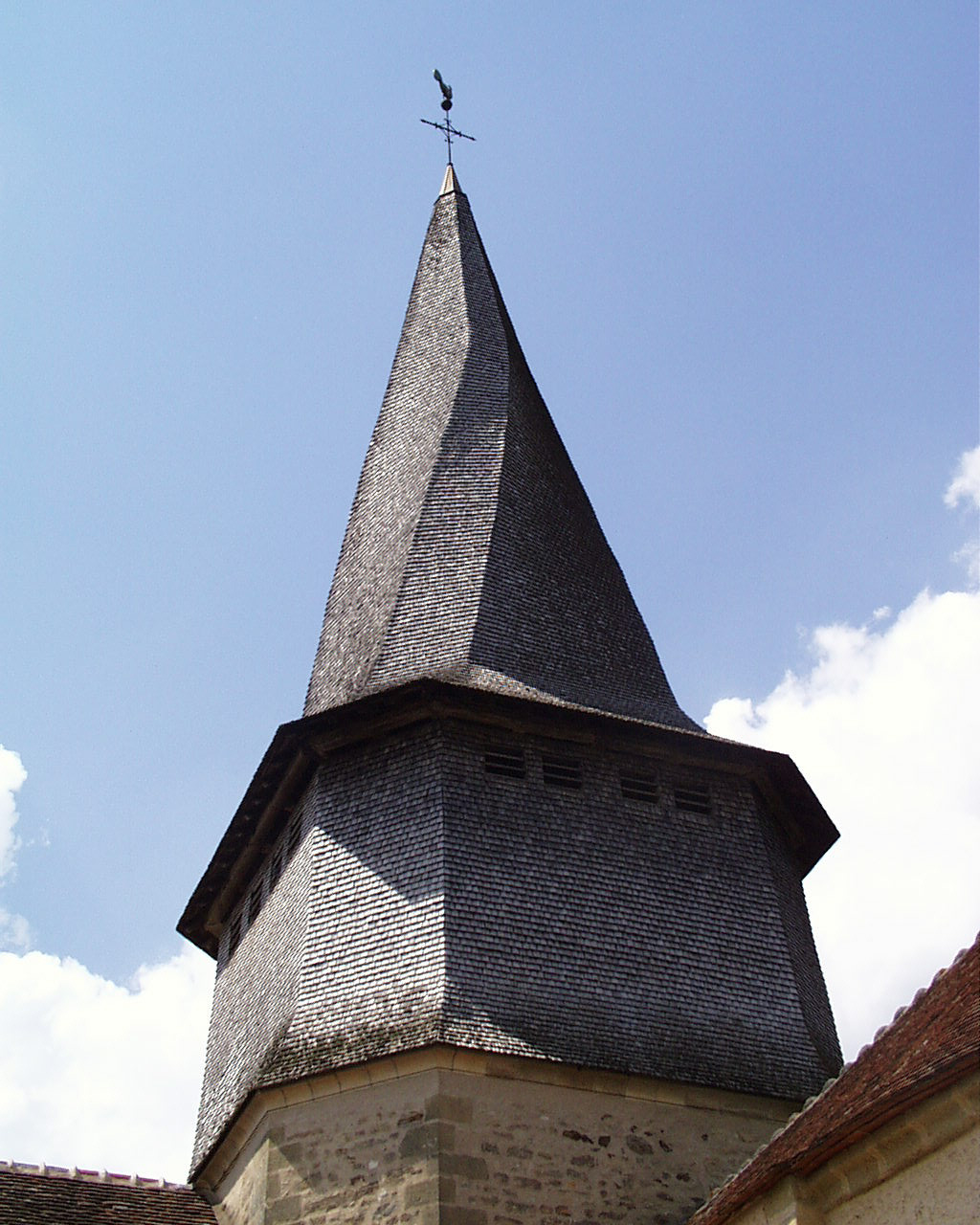

### Dimensions principales
- longueur totale dans œuvre: 35 m ;
- longueur du transept dans œuvre : 21 m ;
- hauteur de l'arc d'entrée du chœur : 6 m ;
- largeur de l'arc d'entrée du chœur : 5 m ;
- longueur du chœur et de l'abside : 11,20 m.

### Liens Externes
- Ressources relatives à la religion :   - Clochers de France
  - Observatoire du patrimoine religieux
- Ressource relative à l'architecture :   - Mérimée
- La Collégiale - Commune de Saint Outrille
- Paroisse Sainte Anne - Gracay - Diocèse de Bourges
- Monuments à Église collégiale Saint-Austrégésile - le Patrimoine de France
- Saint-Outrille (Cher) : collégiale Saint-Austrégésile, verrière de Jean Mauret - Inventaire Général du Patrimoine Culturel